# رايموند ديليسل
رايموند ديليسل (بالفرنسية: Raymond Delisle)‏ هو دراج فرنسي، ولد في 11 مارس 1943 في Ancteville ‏ في فرنسا، وتوفي في 11 أغسطس 2013 في Hébécrevon ‏ في فرنسا.

## وصلات خارجية
- رايموند ديليسل على موقع أرشيف الدراجات (الإنجليزية)
- رايموند ديليسل على موقع إحصائيات الدراجات الإحترافية (الإنجليزية)
- رايموند ديليسل على موقع CycleBase (الإنجليزية)